# Мой друг Гитлер
Мой друг Гитлер (яп. わが友ヒットラー Вага томо Хиттора:) — пьеса Юкио Мисимы о дружбе и политике, написанная в 1968 году. При первой постановке закрепила за автором репутацию скандалиста и провокатора; многие сочли, что автор выражает своё отношение к «защитнику немецкой крови и чести» (название пьесы является цитатой из реплики её персонажа Рема). Действие пьесы происходит в 1934 году, персонажи: Адольф Гитлер, Эрнст Рём, Грегор Штрассер и Густав Крупп.
На русский язык пьеса переведена Г. Чхартишвили; в 2008 году поставлена в Санкт-Петербурге при поддержке еврейского дома культуры ЕСОД и ДЖОИНТа. Создатели петербургского спектакля сочли пьесу Мисимы антифашистской.

## Внешние ссылки
- Текст пьесы на русском